# Kayapa
Kayapa è una municipalità di terza classe delle Filippine, situata nella Provincia di Nueva Vizcaya, nella regione della Valle di Cagayan.
Kayapa è formata da 30 baranggay:
- Acacia
- Alang-Salacsac
- Amilong Labeng
- Ansipsip
- Baan
- Babadi
- Balangabang
- Balete
- Banao
- Binalian
- Besong
- Buyasyas
- Cabalatan-Alang
- Cabanglasan
- Cabayo

- Castillo Village
- Kayapa Proper East
- Kayapa Proper West
- Latbang
- Lawigan
- Mapayao
- Nansiakan
- Pampang (Pob.)
- Pangawan
- Pinayag
- Pingkian
- San Fabian
- Talecabcab
- Tidang Village
- Tubongan